# 1984年冬季残疾人奥林匹克运动会英国代表团
1984年冬季残疾人奥林匹克运动会英国代表团是英国派出的1984年冬季残疾人奥林匹克运动会代表团。获得4枚银牌和6枚铜牌。